# Gajdos István
Gajdos István (Makkosjánosi, 1971. május 5. –) ukrajnai magyar gépészmérnök, üzletember és politikus. Két ciklusban volt az Ukrán Legfelsőbb Tanács képviselője: 2002-2006 és 2012-2014 között. Azonban a strasbourgi Emberi Jogok Európai Bírósága 2008-ban megállapította, hogy 2002-ben választási csalás révén jutott mandátumhoz. A 2012-2014-es parlamenti ciklusban a Régiók Pártja frakciójának volt a tagja, de csak 2014. február 20-ig, amikor kilépett a pártból. 2002−2014 között az Ukrajnai Magyar Demokrata Szövetség elnöke, 2006–2012 között Beregszász polgármestere volt.

## Élete
1971. május 5-én született Kárpátalján, a Beregszászi járásban fekvő Jánosiban. Édesapja Gajdos Ferenc (1938-ban született), korábban gépkocsivezetőként dolgozott, jelenleg nyugdíjas. Édesanyja Petruska Márta (1945-ben született), matematika szakos tanárnőként dolgozott, jelenleg nyugdíjas.
Felsőfokú végzettséggel rendelkezik. 1988–1992 között a Tulai Műszaki Főiskolán, majd 1992-től 1995-ig a Lvivi Műszaki Egyetemen tanult, ahol gépészmérnöki végzettséget szerzett. Később, 1998–2005 között a Kárpátaljai Állami Egyetemen a jogtudományi szakon folytatta tanulmányait, ahol jogi végzettséget szerzett.

## Politikai és közéleti tevékenység
1992–2000 között a Beregszászi Járási Tanács elnöke, 2000–2002 között a Beregszászi Járási Állami Közigazgatási Hivatal elnöke, 2006–2012 között Beregszász polgármestere volt.
2002-től 2014. június 30-i lemondásáig az Ukrajnai Magyar Demokrata Szövetség (UMDSZ) elnöke volt. 2005 és 2012 júniusa között az Ukrajnai Magyar Demokrata Párt (UMDP) elnöke.

## Ukrajna parlamenti képviselője
Két alkalommal választották parlamenti képviselővé, a IV. és a VII. összehívású Ukrán Legfelsőbb Tanácsnak (Verhovna Rada) is tagja lett.
Első alkalommal a 2002-es ukrajnai parlamenti választásokon jutott mandátumhoz a 72. számú egyéni választókerületben (Kárpátalján). Az első választási eredmények még a Kárpátaljai Magyar Kulturális Szövetség elnökének, Kovács Miklósnak a győzelmét jelezték. Azonban szabálysértésre hivatkozva a kerületi választási bizottság érvénytelenítette négy választókörzet eredményét, és ez Gajdos István számára hozott győzelmet. Kovács Miklós indokolatlannak tartotta az eredmények megsemmisítését, és a Központi Választási Bizottsághoz, majd Ukrajna Legfelsőbb Bíróságához fordult jogorvoslatért. Mivel ezek érvényben hagyták a kerületi bizottság döntését, végül a strasbourgi Emberi Jogok Európai Bírósága elé vitte az ügyet, amely 2008-ban megállapította, hogy valóban választási csalás révén lett Gajdos István parlamenti képviselő 2002-ben.
Politikai tevékenységét végig beárnyékolta a KMKSZ-el, és a Fidesz-el vívott csatája. 2004-ben Németh Zsolt egyenesen nemzetbiztonsági kockázatnak minősítette Gajdos István MSZP-s kapcsolatait.
Gajdos István a IV. összehívású Ukrán Legfelsőbb Tanácsnak 2002–2006 között volt a tagja. A parlamentben az emberi jogi, kisebbségi és a nemzetiségek közötti kapcsolatok kérdéseivel foglalkozó parlamenti bizottság titkáraként tevékenykedett. 2002–2005 között képviselőként az Egyesített Ukrán Szociáldemokrata Párt (USZDPe) frakciójának tagja, majd 2005-től az Ukrán Szocialista Párt (SZPU) frakciójának tagja volt.
A 2012-es ukrajnai parlamenti választáson a Régiók Pártja választási listájának 74. helyén szerzett mandátumot. A parlamenti választásokat megelőzően Beregszász polgármestereként tevékenykedett. A parlamentben 2012. december 25-től az emberi jogi, kisebbségi és a nemzetiségek közötti kapcsolatok kérdéseivel foglalkozó parlamenti bizottság titkára.
2014. február 20-án négy másik kárpátaljai képviselővel együtt kilépett a Régiók Pártjából. Az ukrajnai tüntetések során a Régiók Pártja melletti kiállása miatt a Beregszászi Városi Tanács 2014. február 24-i rendkívüli ülésén határozatban határolódott el Gajdos Istvántól. Gajdos később úgy nyilatkozott, hogy az ártatlan áldozatok miatt lépett ki a Régiók Pártjából, időközben önkritikát gyakorolt és számos dolgot átértékelt korábbi politikai tevékenységében.

## Gazdasági tevékenysége
A 2006–2012 között Beregszász polgármestereként is tevékenykedő üzletember-politikus már visszavonult a politikától és ismét az üzleti életben tevékenykedik. A kétezres évek fordulóján már eleve vagyonosként szállt be a politikába, s amíg az UMDSZ-t irányította, háttérbe is szorultak a vállalkozásai. Napjainkban az agráriumban van jelen, a Phylazonit nevű termésnövelő szerrel kereskedik, a Phylazolit Ukrajina Kft. tulajdonosa és vezérigazgatója. Korábban faipari, üzemanyag-forgalmazó, alkohol és cigaretta érdekeltségekkel rendelkezett. Vagyonát illetően megoszlanak a becslések: egy 2010-es, Kárpátaljával foglalkozó összeállításban az elemzők a térség hatodik leggazdagabb emberének nevezték 95 millió dollárnak megfelelő vagyonnal.

## Megítélése
Gajdos István személyének és tevékenységének a megítélése korántsem egyértelmű. Egyaránt ismertek a szélsőségesen negatív és a túlzottan pozitív vélekedések. Németh Zsolt külügyi államtitkár szerint Gajdos egyenesen nemzetbiztonsági kockázatot jelent Magyarország számára, a Kárpáti Igaz Szó lapban megjelenő híradások, cikkek, interjúk viszont a kárpátaljai magyarság legnagyobb jótevőjének állítják be.
Ellenfelei rendszeresen azzal vádolták Gajdost, hogy a politikát összekeverte az üzleti élettel: amikor például még tulajdonosa volt a bányászattal is foglalkozó Numinátor Kft-nek, a cég annak ellenére is folytathatta a beregszászi homokkitermelést, hogy a vállalat papírjai nem voltak rendben, a helyi lakosok pedig azt állították, a föld megbolygatása miatt elapadt a víz a kútjaikban. Gajdos politikai ellenfelei azt is állítják, az üzletember kapcsolatban volt az ukrajnai maffiával is, a Pravozahiszt nevű jogvédő szervezet 2005-ben azt írta rendőrségi és titkosszolgálati forrásokra hivatkozva, hogy a politikus egyrészt részesült a maffia védelmi pénzeiből, másrészt az őt támogató alvilági verőemberek megfélemlítették a kárpátaljai választókat.

## Elismerések
- Érdemekért Érdemrend III. fokozata (2004)
- Érdemekért Érdemrend II. fokozata (2011)

## Magánélete
Felesége Gajdos Irén (sz. 1975), a házasságából három gyereke született.
Anyanyelvén[forrás?] kívül oroszul és ukránul beszél.